# James Bannatyne
James Bannatyne, né le 30 juin 1975 à Lower Hutt, est un footballeur international néo-zélandais évoluant au poste de gardien de but.

## Biographie

### Équipe nationale
Il est sélectionné pour la première fois en équipe de Nouvelle-Zélande de football en 2001 et fait partie du groupe des vingt-trois sélectionnés pour la Coupe du monde de football de 2010.